# 清水良策
清水 良策（しみず りょうさく、1893年2月27日 - 1989年9月7日）は、日本の内務官僚、実業家。県知事、川崎重工業取締役。

## 経歴
現在の石川県七尾市出身。清水栄蔵の二男として生まれる。第四高等学校を経て、1916年、京都帝国大学法科大学政治科を卒業。同年11月、文官高等試験行政科試験に合格。内務省に入り京都府属となる。
以後、京都府理事官、栃木県学務部長、内務事務官、内務省土木局道路課長、同港湾課長、静岡県書記官・内務部長などを歴任。
1932年6月、和歌山県知事に就任。1934年11月に退任し、満州国民政部総務司長に転じた。1936年6月、徳島県知事となり、次いで、宮城県知事に異動。1940年4月、宮城県知事を辞任して退官し、川崎重工業取締役に就任し、1946年まで在任。
戦後、1947年に健康保険組合連合会長に就任。その他、川崎重工業顧問、新潟臨港海陸運送監査役、日宝蛭石取締役、兵庫県医療信用組合理事、兵庫県社会保健医療協議会長などを務めた。1953年の第3回参議院議員通常選挙に全国区から無所属で立候補したが落選した
1989年9月7日死去。享年96。

## 栄典
- 1940年（昭和15年）8月15日 - 紀元二千六百年祝典記念章[2]